# فانغارا (كريمناغار)
فانغارا (بالإنجليزية: Vangara, Karimnagar)‏ هي منطقة سكنية تقع في الهند في أندرا برديش.

## أعلام
- بي في ناراسيمها راو